# اليزيدية
اليزيديون أو الإيزيديون (بالكردية: ئێزیدی، Êzîdî) هم مجموعة دينية كُرديّة تتركز في منطقة كُردِستَان، ناطقة باللهجة الكرمانجية من اللغة الكرديّة، ومحافظة على زواج الأقارب. يعيش غالبية اليزيديين الباقين في الشرق الأوسط اليوم في المناطق المتنازع عليها في العراق، وأساسًا في محافظتي نينوى ودهوك. تأثرت بعض جماعاتهم بمحيطهم الفسيفسائي المتكون من ثقافة عربية، حيث لا زالوا يرتدون الزي العربي. يرى اليزيديون أن شعبهم ودينهم قد وُجدا منذ وجود آدم وحواء على الأرض ويرى باحثوهم أن ديانتهم قد انبثقت عن الديانة البابلية القديمة في بلاد ما بين النهرين. ويرى بعض الباحثين الإسلاميين وغيرهم أن الديانة اليزيدية هي ديانة منشقة ومنحرفة عن الإسلام، ويرى آخرون أن الديانة هي خليط من عدة ديانات قديمة مثل الزردشتية والمانوية أو امتداد للديانة الميثرائية. الشخصيات الأساسية في الديانة اليزيدية هي عدي بن مسافر وطاووس ملك.
تتركز الإيزيدية تاريخيًا أساسًا في المنطقة الجغرافية الكُرديّة الواقعة بين كل من العراق وسوريا و تركيا، وبحسب كتاب «شرف نامة» الذي ألّفه المؤرخ والشاعر الكردي شرف خان شمس الدين البدليسي بين عامي 1597 - 1599م، فإن الإيزيديون ينتشرون تحديدًا في الموصل ودهوك وديار بكر وحلب وجزيرة ابن عمر.
يتحدث اليزيديون أساسًا باللهجة الكرمانجية الكرديّة، باستثناء إيزيدية بلدتي بعشيقة وبحزاني قرب الموصل حيث يتحدثون بالعربية. صلواتهم وأدعيتهم وجميع طقوس دينهم باللهجة الكرمانجية الكردية أما كتبهم الدينية القديمة فمكتوبة باللغة السريانية، وكانت لهم لغةٌ قديمةٌ خاصة بهم اندثرت مع مرور الزمن. ذكرَ القس إسحاق البرطلي أن اليزيديين يعتقدون بأن اللغة الكردية أفضل اللغات، وأنها لغة الله التي كلّمَ بها آدم. أكبر قبائلهم هي الهبابات والمسقورة وعمرا وعبيدي وهراقي والشهوان والحياليون والجحش. قِبلتهم ومركزهم الديني الأساسي هي لالش حيث الضريح المقدس للشيخ عدي بن مسافر بشمال العراق. يُقسّم المجتمع اليزيدي إلى ثلاث طبقاتٍ هي: الشيخ، والبير، والمريد، ويحرّم الزواج بين الطبقات. اليزيديون هم موحدون يواجهون الشمس في صلواتهم ويؤمنون بتناسخ الأرواح وبسبع ملائكة، وتعتبر عين زمزم من الأماكن المقدسة لديهم. يصوم اليزيديون أربعين يوماً في السنة بدايةً من شهر كانون الثاني.
الديانة اليزيدية غير تبشيرية حيث لا يستطيع الأشخاص من الديانات الأخرى الانتماء إليها، وبذلك يعدها العديد (من ضمنهم أمير اليزيدية تحسين بيك) قوميةً مستقلة وديانةً، في حين يرى الكثير من اليزيديين أنفسهم كرد القومية كما يصفهم مسعود بارزاني بأنهم «أعرق الكرد». في حين قسم ثالث من اليزيديين يرون أنفسهم عرب القومية كيزيدية بعشيقة وبحزاني.
تعرض اليزيديون عبر التاريخ إلى 72 حملة إبادةٍ شُنت ضدهم لأسبابٍ مختلفة، حيث تسببت هذه الحروب والمذابح بآثار ترسخت في النسيج الاجتماعي والعقلية اليزيدية فصار الانزواء عن العالم والتقوقع الاجتماعي والخوف من الغرباء سمةً أساسيةً لهم. لكن كل هذا لم يمنع المثقفين اليزيديين من إنشاء مراكز ثقافيةٍ واجتماعيةٍ لتعريف العالم بديانتهم وجعل اليزيديين ينفتحون أكثر على العالم الخارجي. تعرض اليزيديون لهجمات متكررة من تنظيم داعش تمثلت بتفجيراتٍ وعمليات اغتيالٍ تستهدفهم في العراق. أدّى سقوط الموصل وسيطرة تنظيم داعش على مناطق شاسعةٍ من شمال العراق وسقوط مدينة سنجار اليزيدية بيد المسلحين إلى قتل المئات وسبي أعداد كبيرة من النساء والأطفال وكذلك هجرة الآلاف منهم من مدنهم وقراهم فراراً من بطش تنظيم داعش.

## التسمية
تشير الأبحاث الحديثة أن اسم اليزيديين مأخوذ من اللفظ الفارسي «إيزيد» الذي يعني الملاك أو المعبود، وأن كلمة اليزيديين تعني ببساطة «عبدة الله» أو هكذا يصف أتباع هذه الديانة أنفسهم. ويطلق اليزيديون على أنفسهم لقب «داسين»، وهي كلمة مأخوذة من اسم أبرشية تتبع الكنيسة المسيحية الشرقية القديمة. ولا شك أنّ اسمهم «اليزيدية» عُرِف وانتشر قبل القرن السادس للهجرة بدلالة ما ذكره السمعاني في كتابه الأنساب في مادة «اليزيدي». وتذهب أبحاث تاريخية أخرى إلى القول إن معتقدات هذه الطائفة منحدرة من ديانات فارسية قديمة مثل الزردشتية والمانوية. ويرى بعض الباحثين أن اسم اليزيديّين جاء من اسم الخليفة الأموي الثاني يزيد بن معاوية، لكن الكثير من المؤرخين يرفضون هذه الفرضية. ومن الأسباب التي أدت إلى هذا الزعم القول بأن يزيد يعتبره اليزيديون تجسيداً لروح الشخصية المقدسة «سلطان إيزي». ويشير علماء آخرون إلى أن كلمة «إيزيدية» مشتقة من «يزاتا» الفارسية القديمة بمعنى «المقدس» أو «يزدان» (الله). ويشير البعض إلى أن سبب تسمية اليزيديين بعبدة الشيطان أساسها رفضهم الجمع بين حرفي الشين والطاء، وتشاؤمهم من أي لعن، بما فيه لعن إبليس لأنه لم يسجد لآدم فإنه بذلك ـ في نظرهم ـ يعتبر الموحد الأول الذي لم ينس وصية الرب بعدم السجود لغيره في حين نسيها الملائكة فسجدوا، وإن أمر السجود لآدم كان مجرد اختبار، وقد نجح إبليس في هذا الاختبار فهو بذلك أول الموحدين.
وجاء في كتاب الملل والنحل أن «اليزيدية» هم فرقة من الإباضية وهم أتباع رجل اسمه يزيد بن أبي أنيسة كان بالبصرة ثم انتقل إلى أرض فارس وكان من زعمه أن الله سيبعث رسولا من العجم وينزل عليه كتابا جملة واحدة ينسخ به الشريعة الإسلامية ويكون على ملة الصابئة المذكورة في القرآن وليست هي الصابئة الموجودة بحران وواسط فذهب بعض الفاضل الذين بحثوا في أمر اليزيدية إلى أنهم من بقايا هذه الفرقة. لكن أغلب الباحثين يرون أنه لا علاقة بين يزيدية اليوم وتلك الفرقة وأن أتباع ابن أبي أنيسة قد لحقوا بغيرهم من الفرق التي بادت وبادت معها آراؤها. وأشير إلى أن أحد أمراء اليزيدية، وهو أنور معاوية الأموي، قال في إحدى مقالاته المنشورة على شبكة الإنترنت وبعض الصحف الغربية: «صحيح أن اليزيدية لها جذورها العراقية القديمة، إلا أنها اتخذت طابعها واسمها اليزيدي الأموي المتميز بعدما دخل فيها الجنود الأمويون الشاميون (12 ألف مقاتل) والذين استقروا في شمال العراق بعد هزيمتهم في معركة الزاب الأعلى بقيادة آخر خليفة أموي مروان الثاني في 750م.. لكن هذا التأثير بقي من الناحية البشرية وسببا لوجود العوائل الأموية في طائفتنا، لكن التأثير الأكبر حدث بعد مجيء عدي بن مسافر  في القرن 12م، وهو متصوف شامي أصله من بعلبك في لبنان، ومن السلالة الأموية. قام هذا الشيخ الجليل بتجديد ديانتنا النابعة من شمال وطننا العراق بميراثه الآشوري البابلي، وتأصيلها مع ديانة سيدنا إبراهيم الخليل ».
ويرفض الأمير أنور معاوية تغيير تسميتهم من اليزيدية إلى الإزيدية، ويقول:

## المنشأ

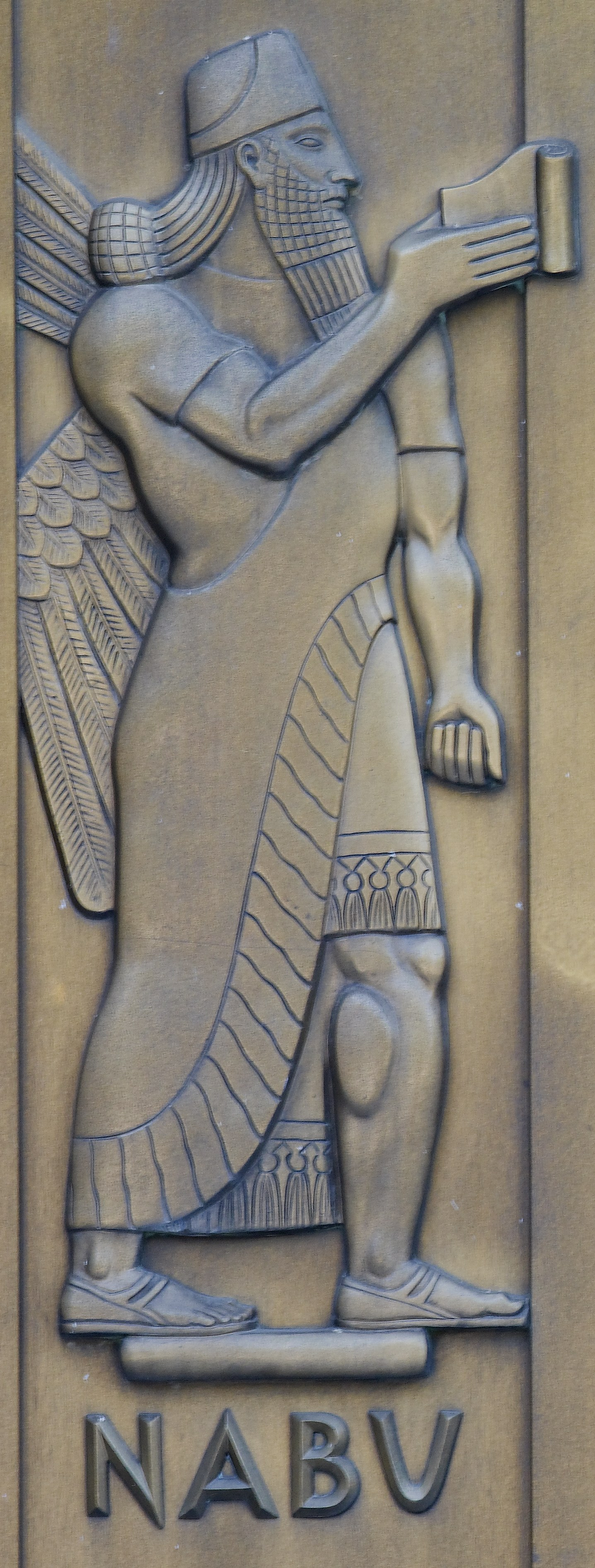
الإله نابو منحوتاً في المدخل الشرقي لمكتبة الكونغرس الأمريكي.

كان وما زال منشأ الديانة اليزيدية محل جدلٍ واختلافٍ بين الباحثين والكتاب. فأنتجوا العديد من النظريات والآراء التي لاحقها التخبط والتناقض. ويعود سبب ذلك لعوامل عدةٍ: أولها حقيقة أن ما كُتب عنهم قديماً كان بأقلام غير الملمين عمليا بأحوالهم ومعتقداتهم ومن غير المتعايشين شخصياً مع اليزيدية، واعتمادهم على المرويات من القصص والاستماع إلى الناس الذين يتناقلون الأساطير والحكايات عنهم بلا إسناد موثق. ثانياً هو انغلاق المجتمع اليزيدي وخوفهم من الأجانب والغرباء نتيجة الحروب والاضطهاد الذي مورس ضدهم الأمر الذي جعلهم يُحيطون ديانتهم بهالة من السرية والغموض. يضاف إلى كل ما سبق عدم وجود أسسٍ مكتوبةٍ لهذه الديانة حيث يحتفظ رجال الدين بأصولهم الدينية بالحفظ الشفهي وبالتالي يكون العلم عندهم محفوظاً في الصدور لا على الورق.
كان اليزيديين يُسمَّون في فتراتٍ تاريخية سابقة بالداسنية، بل ما زال المسيحيون في العراق يطلقون هذا الاسم عليهم بلغتهم القومية الكلدانية والسريانية. ثم بعد ظهور الشيخ عدي الهكاري اشتهروا بالصحبتية والعدوية والهكارية. ويبدو أن تسمية اليزيدية أطلقت عليهم أيام سيطرة العثمانيين على كردستان والعراق.
حسب الميثولوجيا اليزيدية فإن الشعب اليزيدي ينحدر من سلالة خاصة تختلف عن بقية البشر، فهم أبناء آدم فقط وبقية البشر أبناء آدم وحواء، حيث تقول الرواية اليزيدية أن آدم وحواء اختلفا حول عائدية النسل إلى أيٍّ منهما، فقررا وضع شهوتيهما في جرتين منفصلتين والإغلاق عليهما والانتظار لمدةٍ من الزمن، فتحت حواء جرتها فشاهدت فيها ديداناً وعفونةً بينما احتوت جرة آدم على طفلٍ حيٍ، فسموه شيث ابن الجرة، ثم أرسل الله لشيث حوريةً فتزوجها وأنجب منها النسل المعروف الآن باليزيدية. يرى الباحثون اليزيديون أن ديانتهم قد انبثقت عن الديانة البابلية القديمة التي كانت قائمةً في بلاد ما بين نهرين. حيث يقول الكاتب اليزيدي أمين جيجو: «أن الأركان والركائز الأساسية للديانة اليزيدية تستمد من المعتقدات الدينية لبلاد ما بين النهرين وخصوصاً الديانة البابلية، والدين البابلي كما وصلنا في نصوص الألف الثالثة قبل الميلاد هو توليفةٌ من العوامل السومرية وعباداتٍ أخرى». حيث يربط اليزيديون ديانتهم مع الديانة المختصة بتبجيل الآلة نابو البابلي الذي كان يُعبد في مدينة بورسيبا (برس نمرود) حيث معبده الرئيس المسمى «إيزيدا». ويرون أن اسمهم قد أُقتبس من اسم هذا المعبد. وتعود عبادة الآلة نابو البابلية إلى نحو 1800 قبل الميلاد على أقل تقديرٍ، حيث تشير المعلومات التاريخية إلى إعادة بناء المعبد وتجديده في حكم حمورابي. فأصبحت عبادة نابو منتشرة في بلاد آشور التي تشمل منطقة الشيخان والزابين والجزيرة، فأقيمت تماثيله في مزارات بنيت لهذا الغرض في نهاية القرن التاسع قبل الميلاد، لتبلغ حينئذ هذه العبادة أوجها، فنجد أن لنابو هيكلاً في كالح النمرود وهي لا تبعد عن لالش أكثر من 70 كيلومتر. كما كان هناك مذبح مكرس للإله نابو في قرية «شدوه» التابع لمدينة سنجار (كبرى معاقل الإيزيدية في الوقت الحاضر).
ومع سقوط بابل على يد الجيوش الأخمينية بقيادة كورش الكبير، التي قدمت محملة بعقائد دينية والآله تختلف عن تلك التي كان يقدسها البابليين. تعرض شعب إيزيدا للاضطهاد والقمع واضطر للفرار إلى المناطق النائية في شمال العراق الحالي لينجو بدينه من الأجانب الغزاة.

### عدي بن مسافر

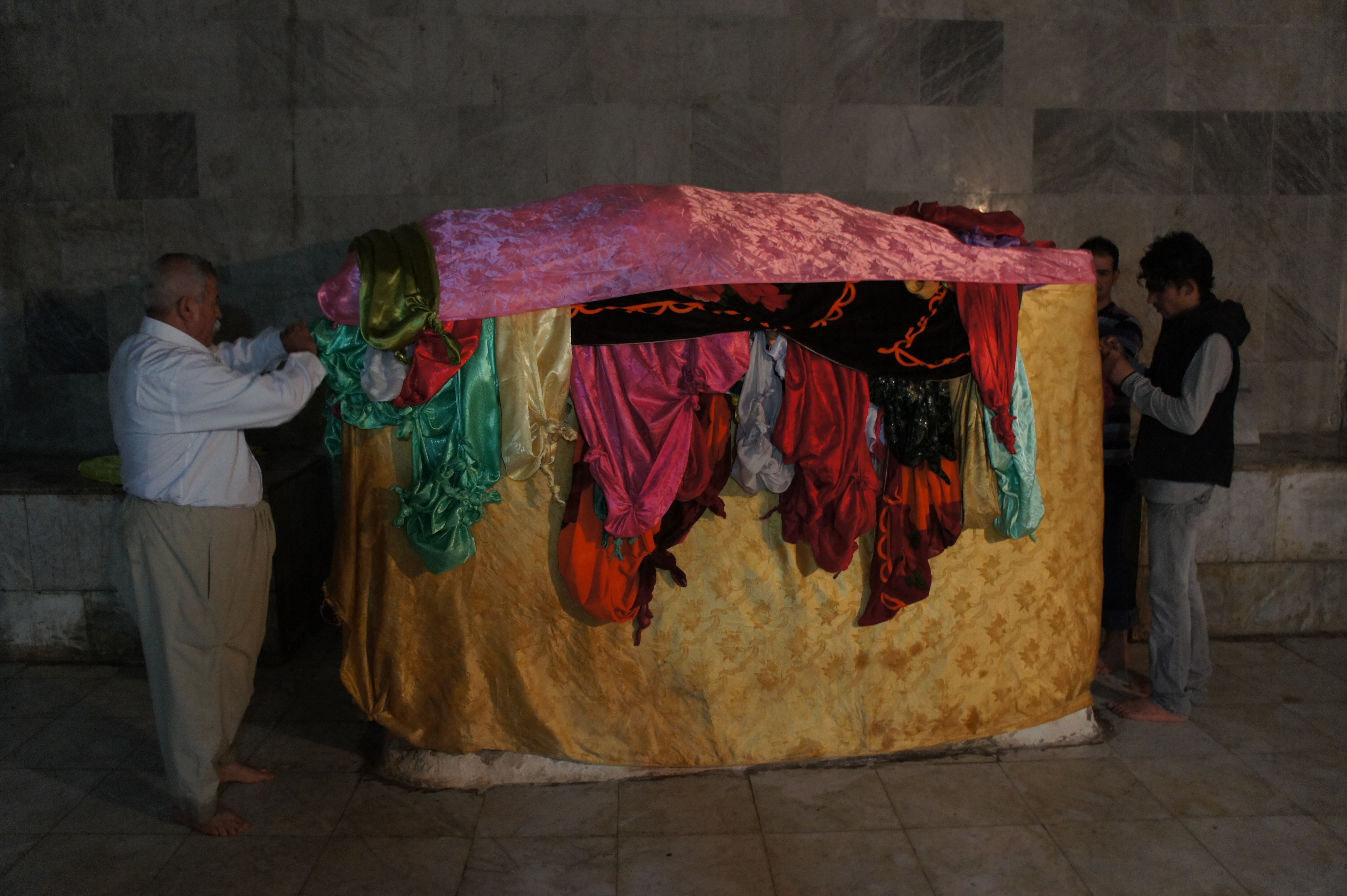
قبر الشيخ عدي بن مسافر من الداخل.

عدي بن مسافر هو الشخصية (البشرية) الأكثر محورية في الديانة اليزيدية. فاليزيديون يتناولون اسمه بعظيم التبجيل والاحترام ويعدون قبره أكثر المناطق تقديسا على وجه الأرض حيث يعتبرونه «مجدد» الديانة. ويعتبره عدد غير قليل من المؤرخين أصل الديانة اليزيدية ومؤسسها. تكاد تتفق المصادر الإسلامية الكلاسيكية على أنّ أصل عدي بن مسافر يعود إلى بيت فار من بلاد بعلبك، وهو ينحدر من أصلٍ أمويٍّ كما أنه مسلمٌ من زهاد الصوفيين. لكن المصادر اليزيدية تنفي هذا وتقول أنّ عدي كان يزيدياً كردياً وكان أجداده في الهكاري وولادته في بعلبك وأنه عاد إلى لالش لإنقاذ أبناء جلدته.
في الميثولوجيا اليزيدية طاووس ملك عظيم الملائكة قد تجسد في عدي بن مسافر، حيث يقول هو عن نفسه:
| اليزيدية | كنت حاضراً عندما كان أدم يعيش في الجنة، وكذلك عندما القى النمرود إبراهيم في النار، وكنت حاضراً عندما قال لي الله أنت الحاكم وأنت إله الأرض | اليزيدية |

تروي القصص اليزيدية أن والد الشيخ عدي الشيخ مسافر كان زاهداً صالحاً يسكن بيت فار من أعمال بعلبك من سهل البقاع، فسلك طريق المجاهدة والسياحة، وترك بيت فار وتنقل في بلاد هكاري، وفارق زوجته أربعين سنةً (معنى ذلك ترك زوجته وهو شاب) وبينما كان نائما في إحدى الليالي جاءه ملاكٌ يقول له: اذهب إلى زوجتك وواقعها فتحمل منك ولداً صالحاً. فغادر الشيخ مسافر مكان سكنه، وكان في مناطق اليزيدية، فوصل منزله ليلاً. وقبل ذلك، رأت أم عدي نوراً يهبط من السماء ويدخل أحشائها ورأت قبةً بين جبلين يرتفع منها نورٌ وسمعت جبل المشرق ينادي جبل المغرب بأنه سيولد ولي الله الشيخ عدي وسيكون ذكره في المشرق والمغرب. وبعد أن جامعها زوجها، طلبت منه أن ينادي من فوق السطح بأعلى صوته بأنه جاء راكبا فرسته لكي تتخلص من ألسنة الناس لعلمهم بسفر زوجها في الليل.

### طاووس ملك
طاووس ملك هو الشخصية المحورية والأكثر شهرةً في الديانة اليزيدية. يعتقد اليزيديون أن الله خلق من نوره سبعة ملائكة أوكل لها مهمة حكم الكون. وهم عزازيل (طاووس ملك)، ودردائيل (شيخ سن)، وإسرافيل (شيخ شمش)، وميكائيل (شيخ أبو بكر)، وعزرائيل (سجادين)، وشمنائيل (شيخ ناسر دين) ونورائيل (شيخ فخر دين). كبير هؤلاء الملائكة السبعة هو طاووس ملك.
تذكر الميثولوجيا اليزيدية أن الله قد أمر كل الملائكة بأن يسجدوا لآدم، وكان القصد من وراء ذلك هو اختبار الملائكة، فقد كان الله قد أخذ عهداً من الملائكة السبعة بأن لا يسجدوا لغيره. فسجدوا كلهم إلا طاووس ملك، أبى ولم يسجد، وعندما سأله الله لماذا لم تكن من الساجدين؟ قال: عندما خلقتنا أمرتنا يا ربنا أن لا نسجد إلا لك، وأنا لم ولن أسجد لغير وجهك الكريم يا رب. هنا فاز طاووس ملك بالامتحان وقد كافئه الله بجعله أقرب المخلوقات إليه وأناط به حكم الكون.
هذه القصة شبيهة جداً بتلك الواردة في قصة الخلق الكتابية: الإسلامية والمسيحية واليهودية، لذا فقد عرف غيرُ الإيزيدية طاووسَ ملك أنه الشيطان نفسه. ووُصِفوا من هذا الأساس بعبدة الشيطان. يرفض اليزيدية هذا الوصف حيث أنهم لا يؤمنون بوجود كائن شرير مثل الشيطان يعمل على توريط البشر وإغواءهم وإنما يعتقدون أن الشر نابع من الإنسان نفسه. وأن طاووس ملك هو ملاكٌ قد خُلق من نور الله لذا فهو كائن خير وأي تشبيهٍ له مع الشيطان الوارد في الديانات الأخرى هو إهانةٌ لمقدساتهم.

### قصة الخلق
في البداية وقبل خلق السماء والارض كان الله «فوق البحار». وكانت هناك لؤلؤة بيضاء، رمى الله اللؤلؤ في البحر فانكسرت فتشظت منها الأرض والسماء والنجوم. خلق الله بعد ذلك طاووس ملك الذي تجسدت فيه قوة وحكمة الإله وجعله قادراً على معرفة رغبات وإرادة الله وتنفيذها وأناط به مهمة إكمال بناء الكون. ثم خلق بعد ذلك ستة ملائكة لتساعده في ذلك.
بدأت الأرض تهتز بطريقة عنيفة، فأرسل الله طاووس ملك لوقف هذا الاهتزاز. فهبط في لالش متخذاً شكل طاووس عظيم ذو سبع ألوان أساسية وثانوية، فوهب هذه الألوان للأرض بنباتتها وحيواناتها مكسباً إياهم الجمال.
صعد بعد ذلك طاووس ملك إلى جنة عدن، حيث التقى هناك بآدم. كان آدم في ذلك الوقت جسدا بلا روح ففجر طاووس ملك نفس الحياة فيه. ثم أدار آدم نحو الشمس وقال له أن هناك من خلق هذا وأن هناك شيء أكبر من الإنسان والشمس تجب عبادته. وعلمه الدعاء إلى الله ب72 لغة، وهذه اللغات هي ستتحول إلى لغات البشرية الأولى.
ثم خُلقت حواء، لكن قبل أن يتزوجا حدثت منافسة بينهم في من هو الذي يستطيع أن يؤتي وحده نسلا أفضل من الآخر. فخزن آدم نسله في جرة مغلقة وفعلت حواء كذلك. بعد 9 أشهر فتحا جرتيهما فوجدت حواء أن جرتها قد امتلئت بالحشرات، بينما أنتجت جرة آدم طفلا وطفلة. كبر هذان الطفلان فيما بعد وتزوجا وهما يمثلان الأبوين الأولين لليزيدية. وهكذا، فإن اليزيديين يعتبرون أنفسهم من نسل آدم ولكن ليس حواء.

## الهيكل التنظيمي
يرأس الجماعة اليزيدية أمير تعتبره الديانة ممثل طاووس ملك على الأرض ويقوم بتمثيل اتباع الطائفة في جميع المؤتمرات الوطنية والدولية. ينحدر هؤلاء الأمراء جميعا من عائلة واحدة تعرف بعائلة «العقيد». تقسم الديانة البزيدية اتباعها وفق نظام معين من الطبقات، وضعت أسس هذه الطبقات من قبل عدي بن مسافر نفسه. هناك ثلاث طبقات رئيسية وهي كالتالي:
- طبقة الشيخ: هي الطبقة الأكثر تبجيلاً، والتي ينحدر أعضاءها من الشيوخ الذين تجلت بهم الملائكة الستة.
- طبقة البير: وتعني بالكردية «العجوز»، وينحدر أعضاءها من بير علاء وهو أحد أصحاب عدي بن مسافر.
- طبقة المريد: يمثلون غالبية اليزيديين، حيث أن كل من لا ينتمي لأحدى الطبقتين المذكورتان أعلاه فهو من طبقة المريد.

كما ينقسم الكهنة إلى أقسام تعتبر مهن يستطيع اليزيدي أن يختار التوظف بها. وهم ثلاث أنواع:
- الفقير: وهو أعلى مستوى من الكهنة، ويجب أن لا يكون قد تلاعب بلحيته وشاربه بتاتا منذ ولادته.[59]
- القوال: وهم قارؤوا التواشيح الدينية اليزيدية.[60] حيث يتناقلون حفظ التراث الديني أبا عن جد ويوجدون وجودًا رئيسًا في مدن بعشيقة وبحزاني.[61]
- العرافين: وهم العاملون في معبد لالش، ويعتقد اليزيدية أنهم يملكون قدرات روحية خاصة.

## الفحوصات الجينية
من الناحية الجينية قد يكون لليزيديين استمرارية جينية أقوى مع شعب بلاد مابين النهرين الأصليين. وينتمون إلى السلالة الجينية (J-M267) والسلالة الجينية J2. عثرت على السكان اليزيديين في شمال العراق في وسط سلسلة متصلة وراثية بين الشرق الأدنى وجنوب شرق أوروبا.

## اللغة اليزيدية
| لرؤية الأبجدية اليزيدية وما يقابلها من حروف عربية، اضغط هنا |
| —                                                           |

يدعي أمين جيجو أن اليزيديون يمتلكون لغتهم الخاصة التي يرون إنها تفرعت من [محل شك]. ونتيجة للعديد من العوامل التاريخية والجغرافية التي أثرت على الموروث اللغوي والفكري ليزيديين، اضمحلت اللغة تدريجيا حتى وصلت إلى مرحلة الغياب الكلي عن المجتمع. حيث لا يتحدث بهذه اللغة اليوم أحد. تؤكد العديد من الدراسات أن اللغة اليزيدية هي أساس اللغة الكردية، يقول الدكتور صديق زاده بوركي: كان للأكراد لغة وأبجدية تسمى بالأبجدية الكردية اليزيدية، وهي الأبجدية التي كتبت بها المنشورات اليزيدية القديمة وكتبهم المقدسة المصحف الأسود والجلوة.
| لرؤية احدى مخطوطات مصحف رش مكتوب بالأبجدية اليزيدية، اضغط هنا |
| —                                                             |

ما زالت آثار هذه اللغة موجودة في العديد من المخطوطات والشواهد الأثرية. فنجد إحدى المخطوطات التي تعود لكتاب إيزيدي مقدس موجودة في متحف النمسا وقد كتبت باللغة اليزيدية. كما أن اللغة اليزيدية كانت منقوشة على جدران معبد لالش، حيث تقول أجاثا كريستي التي زارت المعبد:«عند مدخل الضريح بلالش منحوت في الصخر ومنقوشة على يمينه صورة مجسمة لثعبان وعلى جدران سور المدخل كتابات بلغة اليزيدية بدأت تفقد وضوحها بالنظر للتآكل والفعل الطبيعي للطقس مع عدم إدامتها». كما شاهد زهير كاظم عبود هذه الكتابات أيضاً فيقول:«بدأت كتابات أيزيدية قديمة منقوشة فوق جدار مدخل المعبد (لالش) تقع في الجهة اليمنى للداخل تتآكل وتبدو غير واضحة المعالم بفعل التأثيرات الجوية وصار من الصعب قراءتها لأنها مكتوبة بالكتابة اليزيدية القديمة التي تتشابه مع الكتابة العبرية».
حصل الأب أنستاس ماري الكرملي على كثير من منشورات الكتابين المقدسين، مصحف الأسود وكتاب الجلوة، مكتوبة باللغة اليزيدية، تمكن كارم من الحصول على 28 مخطوطة من مخطوطات الكتابين المقدسين من خلال شرائها سرا من رجال دين يزيديين. وما زالت هذه المخطوطات محفوظة في المتاحف الغربية.

## التوزع والتعداد السكاني

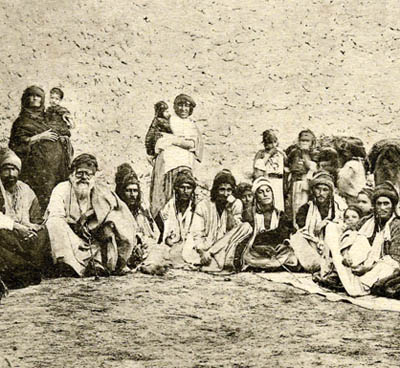
يزيديون على جبل سنجار، الحدود العراقية سورية، عشرينات القرن العشرين.

ارتبط الوجود التاريخي لليزيدين في دول العراق وسوريا وتركيا. وكذلك توجد أعداد لا بأس بها في كلا من أرمينيا وجورجيا. أشهر مواطنهم سابقا حسب (كتاب الشرفنامه‌) جزيرة ابن عمر (بوطان) والموصل ودهوك وديار بكر وحلب وأورفة وخوي بأيران (أمراء دنبلي). تسببت احداث القرن العشرين باحداث تغييرات وهجرات سكانية. الاحصاءات السكانية لليزيدين غير واضحة في العديد من المناطق.
تعيش الأغلبية الساحقة لليزيدين في العراق، حيث يرتبطون دينيا بأرض لالش التي تعتبر قبلة لكل اليزيدين في العالم. وتتراوح إحصاءات هذه الأقلية العراقية بين 700,000 و500,000 نسمة. ويوجد هذه الأقلية في شمال العراق، الكتلتان الكبيرتان لهما في مدينة شيخان شمال الموصل (حيث يقع ضريح عدي بن مسافر) وسنجار على الحدود السورية العراقية 80 كيلو غرب الموصل.
يتوزع اليزيدية في العراق في:

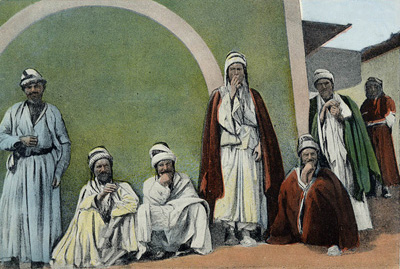
طابع بريدي فرنسي يظهر رجال إيزيديين في ماردين، تركيا في أواخر القرن التاسع عشر

- محافظة نينوى/الموصل:- قضاء الشيخان، بعشيقة، بحزاني، سنجار، زمار. ألقوش.
- محافظة دهوك :- شاريا (سميل)، مجمع خانك ومنطقة ديره‌بون

أما في سورية فيتركز وجودهم في منطقتين: منطقة الجزيرة الفراتية وجبل حلب. وصل عدد اليزيدين في سورية عام 1963 إلى 10,000 نسمة وفق إحصاء رسمي، مع غياب تعداد رسمي لهم عام 1987. تقدر اعدادهم اليوم بين 12,000 و15,000 نسمة في سورية. أكثر من نصف اليزيديين السوريين هجروا بلدهم منذ الثمانيات، كما أن هناك أكثر من 50,000 يزيدي عراقي دخلوا سورية خلال الحرب في العراق.
واجه الوجود اليزيدي في تركيا تناقصاً حادا خلال القرن العشرين. ففي عام 1982 هبط عددهم إلى 30,000 واستمر بالهبوط حتى وصل عددهم عام 2009 إلى أقل من 500. حيث هاجر أغلب اليزيديين الترك إلى أوروبا (ألمانيا تحديدا) وقلة الباقية منهم توجد اليوم في معقلهم التاريخي طور عبدين. ويوجدون في سيرت، وأورفة، وقارص، وأغري وأردهان (على الحدود الأرمنيه‌). إحصاءات التواجد اليزيدي في أرمينيا وجورجيا متغيرة لكنها تتناقص أيضا. ففي جورجيا انخفض العدد من 30,000 إلى أقل من 5,000 خلال التسعينات. إلا أن الأرقام في أرمينا تتميز باستقرار نسبي، فهناك نحو 40,000 إيزيدي يعيش في أرمينيا. أغلب اليزيديين المهاجرين من جورجيا وأرمينيا أستقروا في روسيا حيث بلغ تعدادهم هناك 31,273 عام 2002.
وقد أدت هذه الهجرة الجماعية إلى إنشاء مجتمعات شتات كبيرة في الخارج. أكثر الهجرات كانت إلى ألمانيا، والتي يوجد فيها الآن أكثر من 40،000 إيزيدي. هاجر معظمهم من تركيا ومؤخرا من العراق، ويعيشون في الدول الغربية شمال الراين وستفاليا وساكسونيا السفلى. شهد المجتمع اليزيدي نموا كبيرا في السويد منذ 2008، حيث ارتفع العدد إلى نحو 4،000 بحلول عام 2010، مع وجود مجتمع أصغر في هولندا. وتعيش جماعات الشتات الأخرى في بلجيكا، والدنمارك، وفرنسا، وسويسرا، والمملكة المتحدة والولايات المتحدة وكندا وأستراليا؛ ومجموعهم في هذه الدول كلها أقل من 5,000.

## المعتقدات

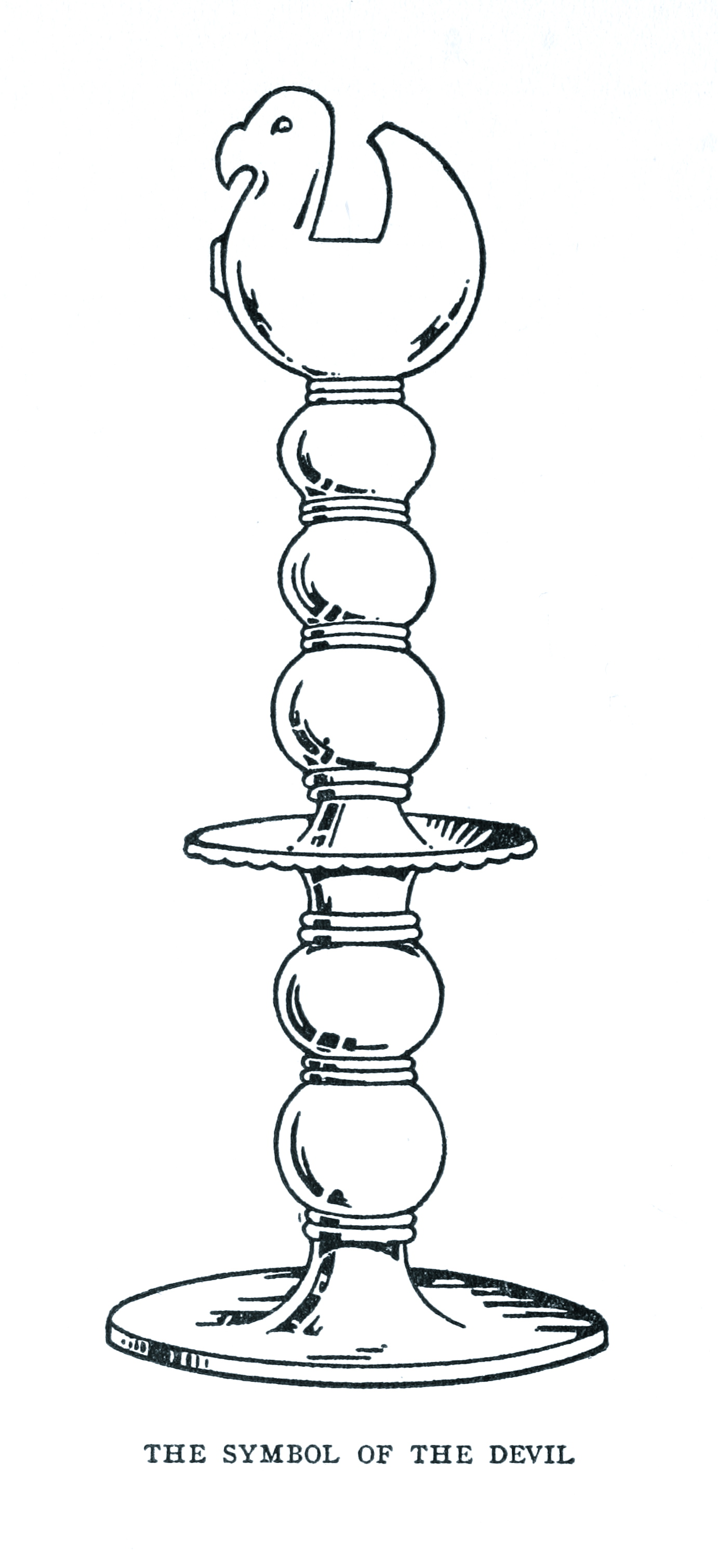
رسم لتمثال الملك الطاووس المعروف بالسنجق

يعتقد اليزيديون أن الله موجودٌ في كل شيءٍ، وهو الأساس والمخلوقات أجزاءٌ من الروح العليا، والجزء تابعٌ للكل؛ لذا فإن تقديسهم للظواهر الكونية كالشمس والنور والقمر مبنيٌّ على فكرة كون هذه الظواهر جزءٌ من الذات الإلهية وتجسيداً لقدرته الخارقة. 
- التوحيد: التوحيد من إحدى الأسس الثابتة في فلسفة الدين اليزيدي، لذا فإن اليزيديون لا يعتقدون بوجود الأرواح الشريرة والعفاريت والشياطين والأبالسة لأنهم يعتقدون أن الإقرار بوجود قوىً أخرى تُسيّر الإنسان يعني الثانوية وتبريرٌ لما يقوم به البشر من أفعال. لذا فإن الإنسان في العقيدة اليزيدية يمثل المسؤول عما يفعله وليس الجن أو الأرواح الشريرة، وأن الله هو كله خير أما الشر فيأتي أيضاً من بابه نتيجةٌ لأفعال البشر، لذا الصراع بين الخير والشر هو في الأساس صراعٌ بين النفس والعقل فإذا انتصر العقل على النفس نال الإنسان خيراً.
- الصلاة: يُصلي اليزيدية خمس مراتٍ في اليوم، وهذه الصلوات هي: صلاة الفجر، صلاة الشروق، صلاة الظهر، صلاة العصر، صلاة الغروب. يواجه المصلون الشمس في جميع الصلوات ما عدا صلاة الظهر حيث يتوجهون إلى لالش.[77]
- الصوم : يصوم اليزيديون في السنة أكثر من مرة، واليزيدي مدعوٌ للصيام طول السنة فهو يمكن أن يصوم متى ما شاء، وهذا الصيام يكون خاصاً يرتبط برغبة الشخص ولكن هناك صومٌ عامٌ يسمى صوم (ايزي) (ئيزي) أي (صيام الله) لمدة ثلاثة أيام يصادف غالبا شهر كانون الأول الميلادي لأن اليزيديين يتبعون التقويم الشرقي القديم (الكريكوري)، وفي هذه الأيام الثلاثة يصوم اليزيدي عن كل ملذات الدنيا وفي اليوم الرابع بعد الصيام يصادف العيد المسمى (رۆژيێت ئيزي). وهناك فترة صيامٍ تكون واجبةٌ على رجال الدين خاصةً، حيث تكون مدته ثمانون يوماً يصوم كل واحد منهم طول أربعانية الصيف وأربعانية الشتاء أيضاً صوماً تاماً.[78][79]
- القبلة: القبلة لدى اليزيديين هي الشمس باعتبارها أعظم ما خلقه الله حيث يتوجه اليزيدي أو اليزيدية نحو الشمس للدعاء التي تأخذ شكل الدعاء والمصلي عليه الاغتسال أولا ومن ثم الوقوف بخشوعٍ رافعاً يديه إلى السماء وهو حافي القدمين، وهذا يتكرر في اليوم ثلاثة مراتٍ عند الشروق وعند الغروب وكذلك في الليل قبل النوم، وتُتلى في كل مرةٍ تراتيلٌ وأدعيةٌ خاصةٌ تتميز بأسلوب أدبيٍ ولغويٍ قويٍ جداً أشبه بالشعر الموزون والمقفى.
- التناسخ: تؤمن اليزيدية بالتقمص والتناسخ، والتقمص يعني انتقال الروح من جسد المتوفى إلى جسدٍ آخرٍ حديث الولادة. ويعتقد اليزيديون أن الروح أزليةٌ لا تموت ولا تتلاشى وإنما تنتقل بين الأجيال المتعاقبة.[80][81]
- تعميد المولود.
- الزواج: يحرم الزواج بين الطبقات، حيث لا يجوز أن يتزوج شخصٌ من طبقة المريد من امراةٍ من طبقة الشيخ والعكس.[82][83]

### الكتب المقدسة
للديانة اليزيدية كتبًا مقدسة هما كتاب الجلوة ومصحف رش (تعني الكتاب الأسود بالعربية). ينسب البعض مصحف رش إلى عدي بن مسافر وينسب آخرون كتاب الجلوة إلى الشيخ حسن شمس الدين، حيث يقول ابن طولون الحنفي: «احتل الشيخ حسن ست سنوات لوضع كتاب الجلوة لاهل الخلوة».
تعددت القصص حول مصير هاذين الكتابين، فقد كانت هذه الكتب موجودة في مرقد عدي بن مسافر في لالش إلا إنها تعرضت للتلف والحرق نتيجة الحملات العسكرية التي جرت ضد اليزيدية. وبالتالي فقد ضاعت النسخ الأصلية (وقد تكون الوحيدة) لهذين الكتابين.
في عامي 1911 و1913 نُشر كتابين تحت اسمي «مصحف رش» و«كتاب الجلوة» يفترض بها أن تكون هي ذاتها كتب اليزيدية المقدسة. كتاب الجلوة المنشور مكون من 3 صفحات فقط ومصحف رش 7 صفحات. يرفض اليزيدية هذين الكتابين ويعتبرون انهما قد كتبا من قبل غير يزيديين وبهدف الإساءة وتسخيف دينهم وتراثهم الفكري.
يتفق عامة الباحثون الآن على عدم أصولية هذين الكتابين وانهما كتبا بالفعل من قبل غير الايزيديين وبيعت إلى الباحثين الأجانب المهتمين بدراسة هذه الأديان من أجل تحقيق الربح المادي توافقا مع رواج بيع المخطوطات القديمة.

## لالش

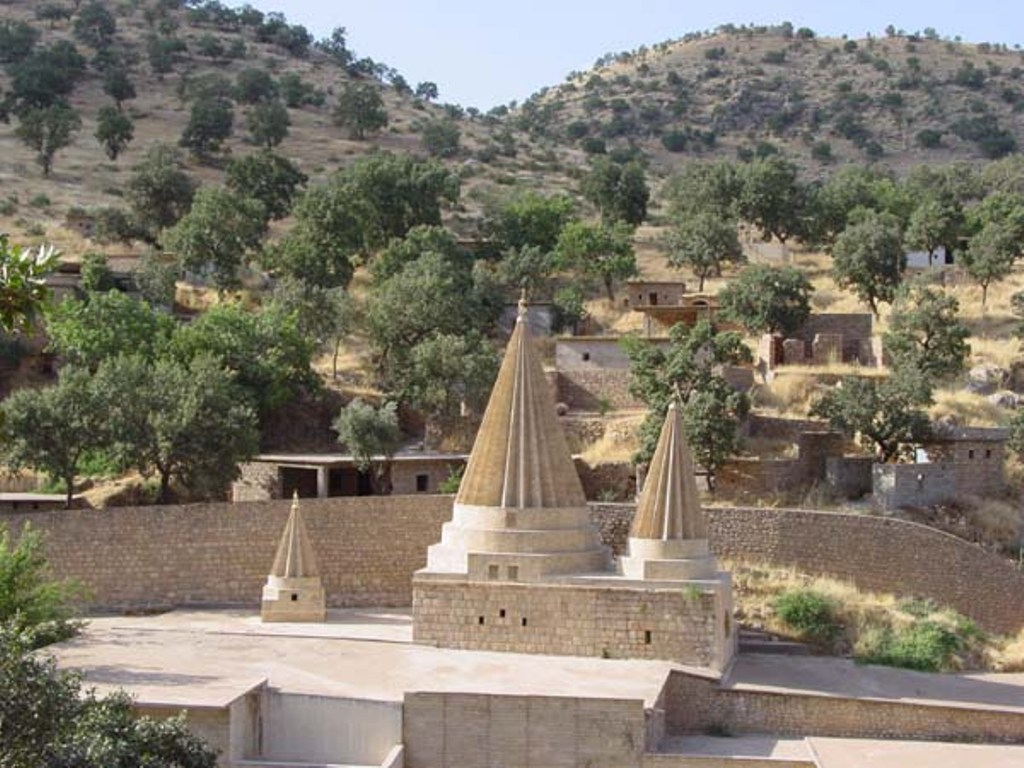
قبر عدي بن مسافر في لالش

يقع في وادي لالش (والذي يعني وادي الصمت) المعبد الديني الرئيسي والوحيد لليزيديين، وهو موجود في منطقة جبلية قرب عين سفني أو الشيخان نحو 60 كم شمال غرب مدينة الموصل حيث معبد لالش النوراني وقبر الشيخ عدي بن مسافر المقدس لدى أتباع الديانة كما أنها مقر المجلس الروحاني للديانة اليزيدية في العالم.
يقع الوادي بين ثلاثة جبال ذات أشجار كثيفة تتخللها عيون من الماء. يحرص اليزيديون على عبور حفاة الأقدام تعظيما لقدسية المكان. فضلا عن وجود مرقد عدي بن مسافر فالوادي يحتوي على مراقد العديد من الأولياء التي تظهر القباب المخروطية البيضاء شاخصة فوق قبورهم.
يعد معبد لالش من أقدم المعابد في كردستان العراق، حيث تُرجع بعض المصادر تاريخه إلى القرن الثالث قبل الميلاد. أمام باب المعبد ينبسط إيوان واسع بأرضية مفتوحة رُصفت بالحجر الحلان وبمقاسات واحدة، وإلى اليمين موقع دكه (مثل المنبر) ثم إلى اليسار مقام بابا جاويش الذي يقوم بمقام الإرشاد الديني في المعبد. مدخل وإيوان المعبد تتوسطه سبعة أعمدة مبنية من الحجر الجبلي وبارتفاع خمسة أمتار حيث يمثل كل عمود، واحدا من الملائكة السبعة، وليس بعيدا عن المدخل تقع عين ماء تسمى (بركة ناسر دين – أحد اولياء اليزيدية).
يحج اليزيديون مرة واحدة خلال حياتهم على الأقل إلى لالش حيث يستمر الحج سبعة أيام. أما اليزيديون القاطنون في المنطقة فيقومون بحج سنوي خلال فصل الخريف من 23 أيلول وحتى الأول من تشرين الأول.[بحاجة لمصدر]

## أعياد اليزيدية

ايزيديين خلال موسم الحج في لالش

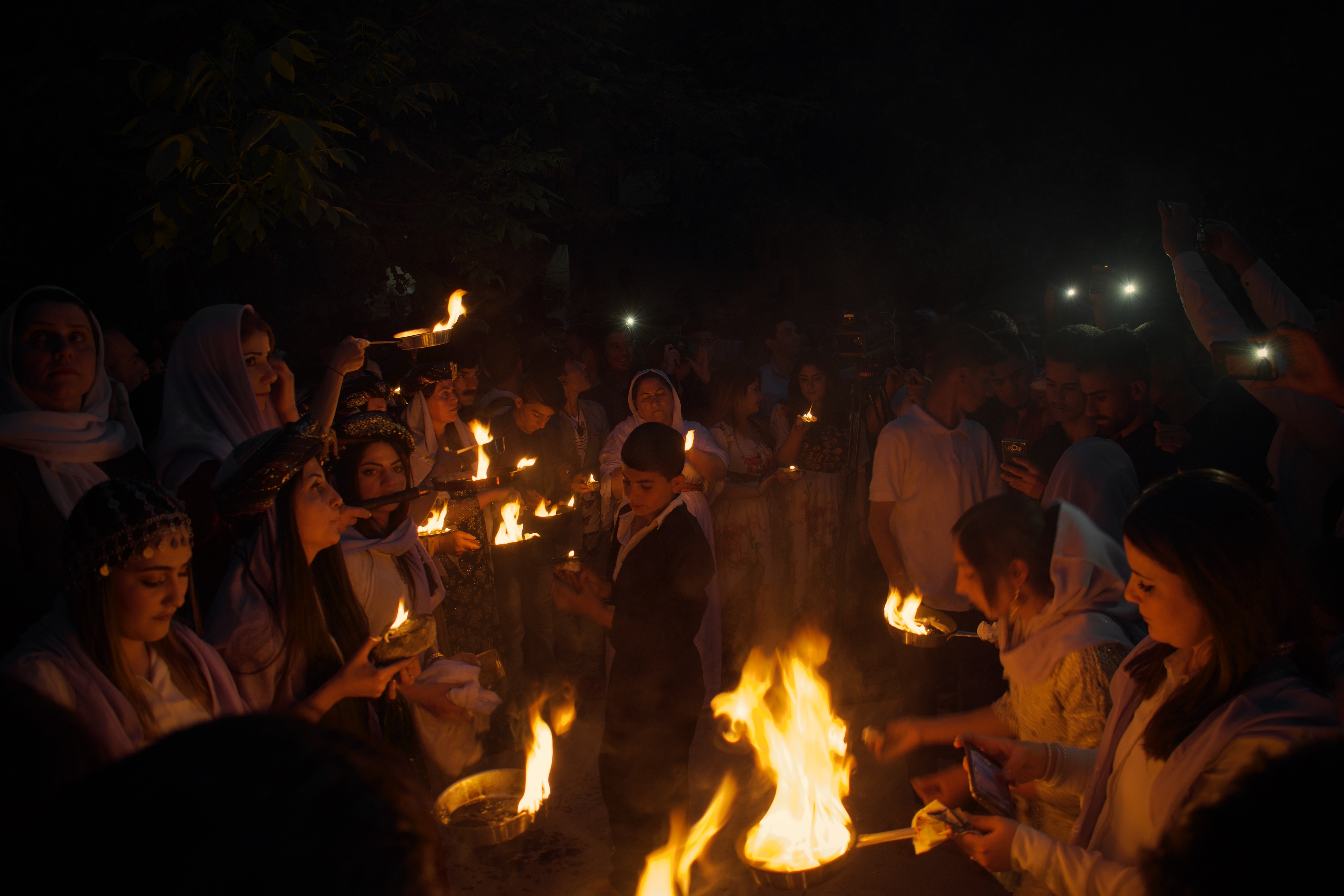
ايزيديين يحتفلون برأس السنة الإيزيدية الجديدة، أبريل 2018 في لالش.

تعتمد الأعياد اليزيدية على التقويم الميلادي الشرقي، والذي يختلف عن التقويم الميلادي الغربي ب(13) يوم. كما يعتمد هناك عيدين (القربان والمحيي) على التقويم الهجري. وهذه الأعياد هي:
- عيد رأس السنة أو «سري صالي» ويسمى أيضاً «چارشما سور» بمعنى يوم الأربعاء الأحمر باللغة الكردية: ويكون في أول أربعاء من شهر نيسان. وتعود أصول هذا الاحتفال إلى العراقيين القدماء حيث كان يحتفل به الأكديين والبابليين والآشوريين بما كان يعرف بأكيتو. ومازال هذا العيد يحتفل فيه في الوقت الحاضر من قبل الآشوريين بما يسمى بخا بنيسان.
- عيد الميلاد (عيد بلندة): يقع في 25 من كانون الأول، وهو عيد ميلاد عدي بن مسافر.[92]
- عيد أربعانية الصيف: ومدته ثلاثة أيام تبتدأ من 11 تموز وتنتهي في 14 منه، يذهب فيه رجال الدين إلى مرقد عدي بن مسافر ثم يبتدئون صياما مدته أربعين يوم.[93][94]
- عيد القربان: يقع في أول يوم من أيام عيد الأضحى عند المسلمين. ويسمى أيضاً بعيد الحج. وفي هذا العيد يذهب رجال الدين إلى مرقد الشيخ عدي فيتضرعون بالدعاء ويقومون بإنشاد التراتيل الدينية. ويقول أن الله تعالى أمر إبراهيم الخليل في هذا اليوم أن يذبح ولده إسماعيل، ثم هيأ له كبش فداه به.
- عيد الجماعة: وهو سلسلة احتفالات تستمر لمدة سبعة أيام واجبة على كل يزيدي ويزيدية، حيث يبدأ في الثالث والعشرين من شهر أيلول الشرقي وينتهي في الثلاثين منه.[95]
- عيد ئيزيد: ويكون في أول يوم جمعة من شهر كانون الأول الشرقي. وهو نهاية صيام ثلاثة أيام لليزيدين.[92][94]
- عيد خضر إلياس (خدر إلياس): يقع هذا العيد في أول يوم خميس من شهر شباط الشرقي، وقد يصوم اليزيديون الأيام الثلاثة التي تسبقه خصوصا أولئك الذين يحملون اسم خدر أو إلياس.[95]
- عيد العجوة: يقع هذا العيد في اليوم السابع من شهر كانون الثاني الشرقي. أي بعد مرور اثنا عشر يوما على عيد ميلاد الشيخ عدي بن مسافر.
- عيد أربعينية الشتاء: يسبق العيد صوما لمدة أربعون يوما ويقع هذا العيد في العشرين من كانون الثاني الشرقي.
- عيد المحيى: يقع هذا العيد في ليلة النصف من شعبان. ويبقى اليزيديون ساهرين حتى الصباح فيه.

## مراكز ثقافية يزيدية
حاول اليزيديون مرارا وتكرارا إنشاء مراكز ثقافية تختص بتوعية اليزيديين وتعريف العالم بديانتهم بالطريقة الصحيحة بعيدا عن الكثير من المرويات والقصص التي أثيرت حولهم ونالت من دينهم ومجتمعهم. فتصدى بضعه من اليزيديين لهذه المسؤولية ليكسر أربعة منهم (وهم م حيدر نزام وخدر سليمان وخليل جندي وممو فرمان) حاجز الصمت متحدين النظام السياسي القائم في بغداد والسلطة الدينية التقليدية لليزيديين وعملوا على التعريف بديانتهم من خلال النشر في صحف عربية وكردية، وتوج ذلك النشاط الثقافي بصدور أول كتاب باسم ( ئيزدياتى لبه ر روشنايا هنده ك تيكستيت ئاينى ئيزديان).
لكن اليزيديين فشلوا بتأسيس مراكز ثقافية بسبب معارضة الحكومة العراقية (في عهد صدام حسين) لهذا المشروع. بعد الانتفاضة الشعبانية في اذار 1991 واستقلال المناطق الكردية عن السلطة المركزية في بغداد نجح اليزيديون بإنشاء أول مركز ثقافي لهم في مدينة دهوك تحت اسم «مركز لالش الثقافي والاجتماعي» وكان ذلك في 12/5/1993.

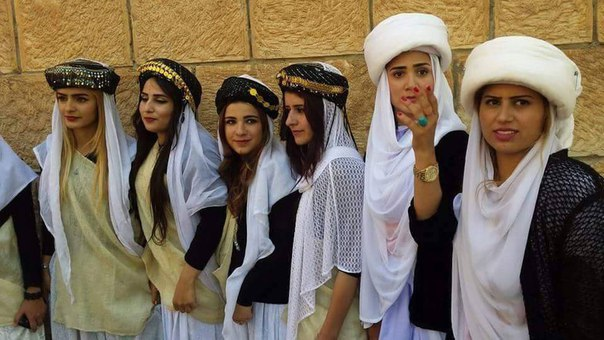
فتيات أيزيديات بالزي التقليدي.

كان لمركز لالش العديد من الإنجازات منها تحرير مجلة لالش وهي مجلة فصلية تصدر بثلاث لغات (العربية الكردية والإنكليزية) مختصة بالتعريف باليزيدية. كما يصدر جريدة «صوت لالش» الأسبوعية بالإضافة إلى العديد من الفعاليات الأخرى التي ينفذها منتسبي المركز البالغ عددهم 6000 شخص
أنار مركز لالش الطريق لإنشاء العديد من المؤسسات الثقافية اليزيدية. فأُعلن عن تأسيس جمعية كانيا سبي الثقافية الاجتماعية في ألمانيا في الثاني من كانون الأول 2005. والتي أخذت على عاتقها التعريف بالديانة اليزيدية في العالم. وأُنشئت العديد من الجمعيات اليزيدية ففي السويد وحدها أُنشئ عشر جمعيات انطوت تحت «اتحاد الجمعيات اليزيدية في السويد».
نجح مركز لالش أيضا في بناء منهاج دراسي لتعليم الديانة اليزيدية في المدارس. حيث كان اليزيديون يتلقون تعليهم الديني بصورة تقليدية في فترة الحكم الملكي للعراق حتى أُوقِف عام 1963 مع ترأس حزب البعث للسلطة. وبعد الانتفاضة الشعبانية أعد الكاتب اليزيدي بير خدر سليمان كتابا مبسطا يشرح المبادئ البسيطة للديانة مكتوب بحروف لاتينية. وبالفعل اعتُمد الكتاب كمنهج ايزيدي عام 1996 يدرس للصفوف الثلاثة الأولى في المدارس الابتدائية. وعُمل به في المناطق الخاضعة لحكومة الإقليم الكردي. وقد احتاج مركز لالش سنتين لإعداد منهاج ديني كامل يدرس للطلاب من المراحل الابتدائية إلى الثانوية.

## آراء حول اليزيدية
تعد اليزيدية حلقة شبه مفقودة في سلسلة الديانات الشرقية الهندوأرية القديمة، وقد اختلف الباحثون في تحديد نشأتها وظهورها وحركة تطورها التاريخي والمعرفي. كما اختلف الباحثون حول اصل وتسمية اليزيدية، فهناك من يرجع أصلهم إلى الخليفة الأموي يزيد بن معاوية، وهناك من يرى بأنها تنتسب إلى يزيد بن أنيسة الخارجي، وآخر يقول بان تسميتها جاءت نسبة إلى مدينة يزد الإيرانية، وهناك من يرى بأن اليزيدية إنما هي تطور للديانة الزرادشتية وآخرون يربطون بين اليزيدية والمثرائة. يؤكد أصحاب الرأيين الأول والثاني على أن اليزيدية فرقة إسلامية منشقة بل والذهاب إلى أبعد من هذا وهو عروبة اليزيدية. ويكفي أن نأتي برأي سعيد الديوه‌جي حول هذا الموضوع عندما يقول: «أن اليزيدية حركة سياسية خالصة، جعلت لها صبغة دينية تسير تحتها لتعيد الحكم إلى الامويين» وانهم يؤلهون يزيد بن معاوية ونسبوا إليه. أما أصحاب الآراء الأخرى فيذهبون إلى أن اليزيدية هي نتاج أفكار ومعتقدات قديمة، فهي مزيج من المانوية، الزردشتية، المسيحية والغنوصية ومعتقدات عراقية قديمة.
ومن الآراء أن أصولهم آشورية بسبب وجود تماثيل ورموز في ديانتهم مشابهة لما هو موجود بالديانة الآشورية القديمة وحيث أن أماكن سكناهم الحالية كانت في السابق مكان عاصمة الآشوريين الأثرية نينوى.

### نظرية الفرقة المنشقة عن الإسلام
تقول هذه النظرية أن اليزيدية ليست إلا فرقة إسلامية منشقة أو «ضالة» يعود تاريخها إلى أواخر القرن السابع الميلادي، وتنسبها إلى يزيد بن معاوية ثاني خلفاء الدولة الأموية. وأن اليزيدية حركة سياسية خالصة، جعلت لها صبغة دينية تسير تحتها لتعيد الحكم إلى الأمويين. فيرون أن اليزيدية كانوا مسلمين فنجد أن ابن تيمية يصفهم «بالمسلمين من أهل السنة» في رسالته إليهم. لكن بعد تولي شيخ حسن أمور هذه الفرقة عمد إلى الاختفاء ست سنوات ثم الخروج بكتاب «يخالف الإسلام» وهو كتاب الجلوة. وما هي إلا سنين حتى تحولوا إلى الدين الجديد الذي هم عليه اليوم.
بل ويذهب بعض الإسلاميين السنة إلى القول أن الشيعة هم سبب ظهور وتبلور الديانة اليزيدية، وذلك لأنهم كانوا يقومون بلعن وسب يزيد بن معاوية طول الوقت؛ الأمر الذي سبب لاتباع عدي بن مسافر رد فعل معاكس فحرموا اللعن وأفرطوا في تقديس الشيطان ويزيد حتى جعلوهما إلهين.

## أشهر الشخصيات
- الأمير أنور معاوية الأموي أحد الشخصيات اليزيدية الشهيرة بالعراق وهو أمير اليزيديين في العراق، وهو أيضا رئيس مجلس رئاسة الطائفة اليزيدية.[109]
- الأمير تحسين بك هو من أشهر أمراء اليزيدية المعاصرين وقد توفي في 28 يناير 2019.[110][111]
- الأمير “حسين بك الداسني” زعيم الإيزيدية الأشهر، الذي ساند السلطان العثماني سليمان القانوني في حملته لاستعادة بغداد من سيطرة الصفويين (1534م). فكافأه وجعله أميرًا على إمارة صوران وأربيل ودهوك التي كانت تسمى ببلد داسن.[112]
- عرب شمو (عرب شاميلوف) (1897-1978) من كبار الروائيين الكرد له روايات عديدة اشهرها (قلعة دمدم) ولد في قارص (تركيا الحالية) والتجأ إلى أرمينيا ومات فيها.[113] يعتبر أول كردي سوفيتي يحصل على شهادة عالية وهو خريج معهد الاستشراق في موسكو (1924). وتعد روايته (قلعة دمدم) من أبرز الروايات في التاريخ الكردي[114] والتي تحكي قصة القلعة التي حاصرها الشاه عباس الصفوي.[115] كما أن لعرب شمو الدور الكبير في تطوير الابجدية الكردية حيث يقول عنه عبد الرزاق داغر الرشيد:«لم يكتف الرجل بوضع الأحرف بل وضع القواعد والنحو الخاصة باللغة الكردية. وقد أصبحت قواعده وأبجديته مثالا يتبع حتى يومنا الراهن».[116]
- درويشي عفدي: من أهم الشخصيات المرتبطة بالفلكلور الكردي، تحكي قصة الشاب درويش ابن عفدو بن ملحم زعيم قبيلة الشرقيان اليزيدية الذي ولد في ولاية أورفة وذلك بحدود سنة 1772م. أحب درويش «عدولة» المسلمة ابنة تمر باشا الملي رئيس أكبر العشائر الكردية في المنطقة. عندما علم تمر باشا بحب درويش لابنته حاول قتله لكنه فشل بذلك. مرت الأيام للتعرض قبيلة المللين لتهديد بهجوم من قبائل التركمان والجيس فوضع تمر باشا محاربة الغزاة وصد الهجوم مهرا لزواج ابنته عدولة فسارع درويش لقبول هذا المهر، وتحكي القصة كيف خرج درويش ومعه 11 شخص ليحارب 3700 مقاتل ليؤسس لإحدى أهم ملحميات العشق في التاريخ الكردي.[117][118][119]

## في الأدب الغربي

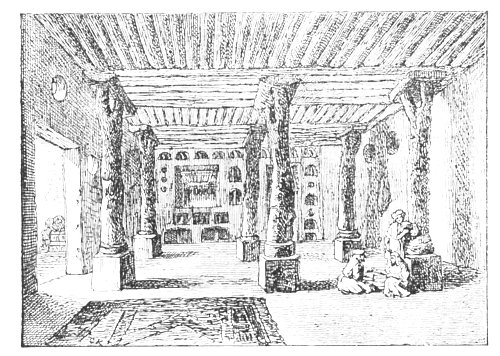
رسم لمنزل يزيدي في سنجار وضعه عالم الآثار البريطاني أوستن هنري لايارد سنة 1847.

خصص الرحالة وليم سيبروك لليزيدية في كتابه "مغامرة في أرض العرب" وتحديداً في الفصل الرابع عشر من القسم الرابع تحت اسم «بين اليزيدية». وقد وصفهم على أنهم: «طائفة غامضة منتشرة في جميع أنحاء المشرق، وتتركز في شمال شبه الجزيرة العربية، يخشاها ويكرهها كل من المسلمين والمسيحيين، لأنهم عبدة الشيطان». وقد أسهب خلال 3 فصول بشرح المنطقة التي يعيشون بها.
أما الروائي الأمريكي هوارد فيليبس لافكرافت فقد ذكر في كتابه «الرعب في العقاف الأحمر»: بعض القتلة الأجانب عُرّفوا بأنهم ينتمون إلى عشيرة اليزيدية عبدة الشيطان.

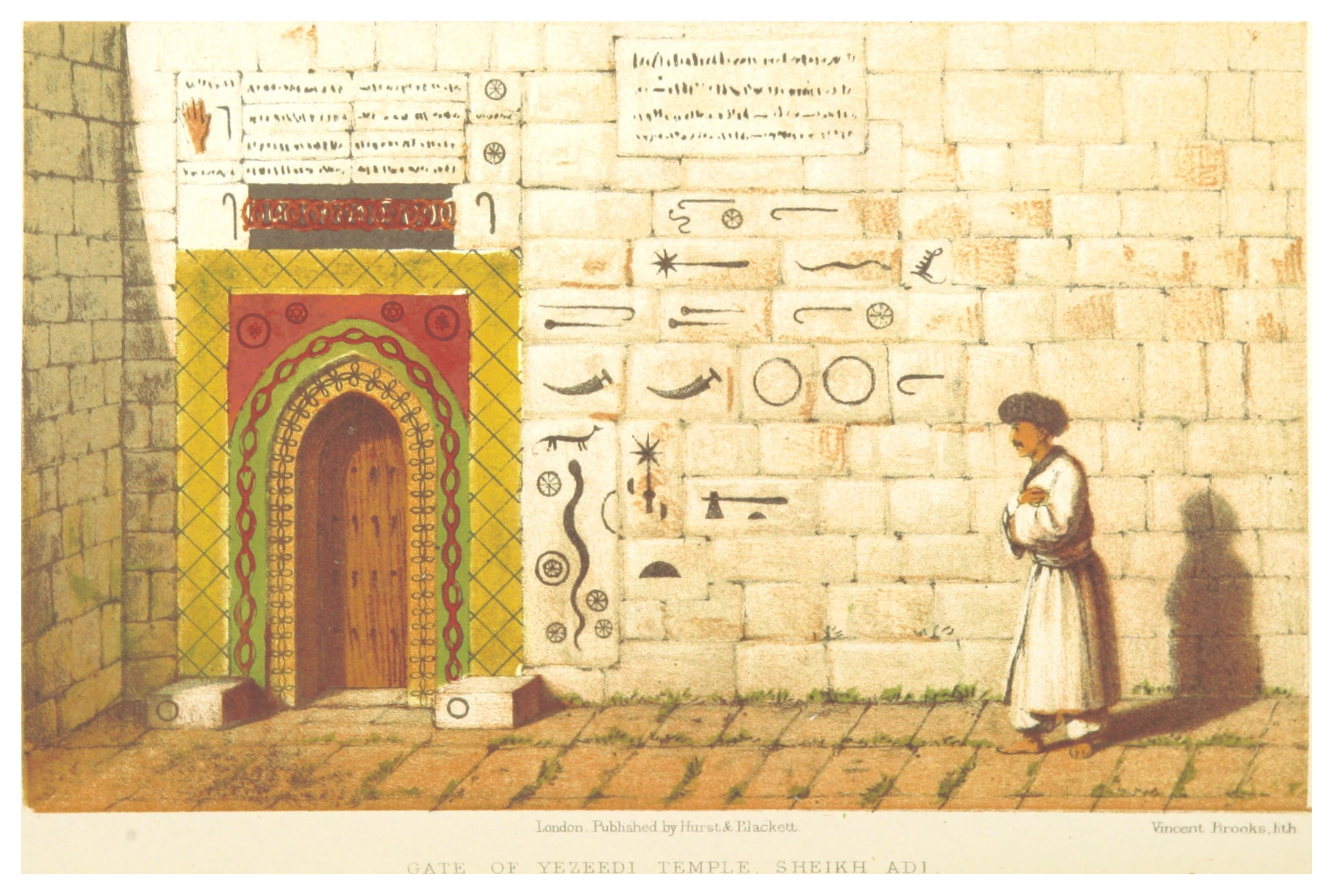
صورة من "رحلة من لندن إلى برسيبوليس 1865" تظهر بوابه معبد لالش

تقول الكاتبة كايلا وليامز في مذكراتها عن خدمتها مع وحدة الاستخبارات في الفرقة المجوقلة 101 في الجيش الأمريكي في العراق خلال عامي 2003 و2004: ان مجموعتها قد تمركزت في شمال العراق بالقرب من الحدود السورية في منطقة يسكنها «اليزيديين». وعلى الرغم من انهم يتكلمون الكردية، إلا انهم لا يعتبرون أنفسهم أكرادا. وقالت عن دينهم: أظن أن أصول دينهم قديمة جدا، ومتمحورة حول الملائكة. كما وصفت المزارات اليزيدية في قمم الجبال: إنها «بناء صخري صغير مع أشياء متدلية من السقف»، والتجاويف لوضع القرابين. وذكرت أن المسلمين المحليين يعتبرون اليزيدية عبدة الشيطان.
جاء ذكر شخصية إيزيدية كاحد الأبطال الخارقين في مجلة "Top 10" المختصة بقصص الأبطال الخارقين الهزلية. وُصِفت هذه الشخصية باللطيفة والمسالمة مع معرفة عريضة بالأديان والأساطير. وقد صُوّر بأنه شخصية محافظة شديد الالتزام بمادئ اخلاقة ويحظى بحياة عائلية مستقرة. هذه الشخصية متصلة بطاووس ملك الأمر الذي يجعله قوي بشكل لا يصدق وقادر على ضرب أضعف نقاط خصمه.
كما يلعب اليزيديون دورا رئيسيا في كتاب «أسرار سفر التكوين» (بالإنجليزية: Genesis Secret) للكاتب البريطاني توم نوكس (حقق الكتاب درجة مبيعات دولية عالية في سنة 2006 ونُشر بثلاث وعشرين لغة). يُصوّر اليزيديين في الكتاب على أنهم الحراس القدماء للموقع الجبلي المقدس كوبيكلي تبه والذي يعود زمن تاسيسه إلى 10 آلاف سنة قبل الميلاد.
علق توني لاغورانيس على سجين إيزيدي في كتابه «الخشية القاسية: رحلة محقق الجيش المظلمة في العراق» (بالإنجليزية: Fear Up Harsh: An Army Interrogator's Dark Journey through Iraq): «هناك الكثير من الغموض الذي يحيط باليزيدية، والكثير من المعلومات المتناقضة. لكنني تعرفت إلى جانب من معتقداتهم: لا يوجد هناك شيطان عند اليزيدية. طاووس ملك، هو رئيس الملائكة، وهو مفضل عند الله، لم يطرد من الجنة كما حدث للشيطان. بل انه هبط إلى الأرض، وشهد المعاناة والألم في هذا العالم، وبكى. سقطت دموعه لآلاف السنين، على نيران الجحيم، فأطفأتها. إذا كان هناك شر في العالم، فانه لم يأتي من ملاك هبط من السماء أو من نار الجحيم. الشر في هذا العالم هو من صنع الإنسان. ومع ذلك، يمكن للبشر، مثل طاووس ملك، أن يعيشوا في هذا العالم وأن يبقوا أخيارا»

## حملات الإبادة ضد اليزيديين (الفرمانات)

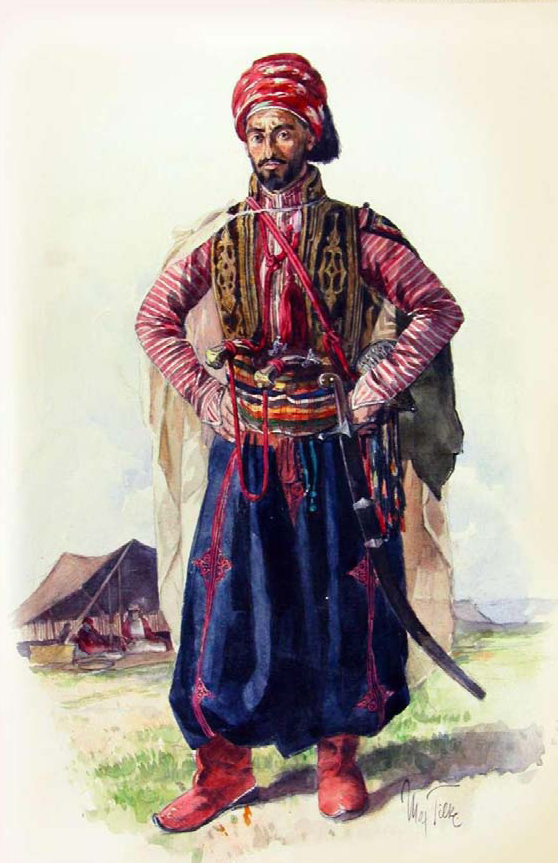
رجل إيزيدي في ملابسه التقليدية.

تعرض اليزيديون عبر التاريخ إلى 72 عملية إبادة استهدفتهم لأسباب دينية واقتصادية. فكانت من أهم الفتاوى التي أباحت قتال اليزيديين فتوى أحمد بن حنبل في القرن التاسع وأبي الليث السمرقندي والمسعودي والعمادي وعبد الله الربتكي المتوفي عام 1159. ولعل فتوى أبو سعود العمادي (وهو مفتي الدولة العثمانية في عهدي سليمان القانوني وسليم الثاني) أحد هذه الفتاوى، حيث قادت إلى سلسلة من الفتاوى التكفيرية بحق الإيزيديين. تنص المصادر اليزيدية وتلك المناوئة للعثمانيين أن العمادي أباح في فتواه قتل اليزيديين وسبي نسائهم وذراريهم بعد أن وصفهم بأنهم «أشد كفرا من الكفار الأصليين»، وعلل ذلك ببغضهم للإمام علي بن أبي طالب وأولاده الحسن والحسين.
تطلق اليزيدية اسم «فرمان» مرادفًا لعبارة «حملات الإبادة الجماعية». والفرمان كلمة تركية معناها «القرار»، إشارةً إلى القرار الذي كان يصدره السلاطين العثمانيون في الآستانة. كان الشعب اليزيدي في الغالب عاجزا عن مواجهة الحملات العسكرية المهددة له لضخامتها ولقلة عدد اليزيديين. فكانوا يضطرون للاعتصام في رؤوس الجبال وفي الكهوف، وأدى هذا بمرور الزمن إلى انتشار الأمية والتخلف بينهم، وإنهاك الشعب بحروب وكوارث أثرت على بنيتهم ودورهم الحضاري والثقافي.
بدأت الحملات بأيام مير جعفر الداسني (أيام الخليفة العباسي المعتصم سنة 224هـ) إلى حملات القرنين السادس والسابع عشر ومن ثم حملات ولاة بغداد العثمانيين: حملة حسن باشا سنة 1715م وحملة أحمد باشا سنة 1733م وحملة سليمان باشا سنة 1752م ومن ثم حملة نادر شاه الفارسي التي تواصلت للفترة الممتدة بين سنتي 1732 و1743م ومن ثم حملات أمراء الموصل الجليليين، والحملة على إمارة الشيخان والحملات على إيزيدية جبل سنجار، ثم حملات الباشوات العثمانيين. تعود أولى الفرمانات التي شنت ضد الشعب اليزيدي لعام 1560م عندما صدرت فتوى من الشيخ أبو السعود العمادي بقتالهم، ومنها حملة علي باشا عام 1802م وحملة سليمان باشا الصغير عام 1809م وحملة إينجه بيرقدار عام 1835م وحملة رشيد باشا عام 1836م وحملة حافظ باشا عام 1837م وحملة محمد شريف باشا بين سنتيّ 1844 و1845م وحملة محمد باشا كريدلي أوغلو بين سنتي 1845 و1846م وحملة طيار باشا بين سنتي 1846 و1847م وحملة أيوب بك سنة 1891م وحملة الفريق عمر وهبي باشا سنة 1892م ومن ثم حملة بكر باشا سنة 1894م. وحملات أمراء رواندز مثل حملة محمد باشا السوراني بين سنتي 1832 و1834م، وحملة بدرخان بك سنة 1844م، وحملات خلال القرن العشرين بما فيها حملة تشريد اليزيديين من قبل حزب الاتحاد والترقي إبان مذابح الأرمن سنة 1915م ومن ثم حملة إبراهيم باشا سنة 1918م وحملة سنة 1935 من قبل الجيش العراقي الملكي ومن ثم حملات الأنفال في العراق خلال الفترة الممتدة بين سنتي 1963 و2007م.
بالمقابل، تشير مصادر أخرى إلى أن الحملات العثمانية على المناطق اليزيدية كانت في البداية بدافع حماية الطرق التجارية التي كانت تتعرض إلى هجمات اليزيديين واستيلائهم على القوافل التجارية، فتذكر المصادر أن عشائر الظفير العربية القاطنة في منطقة ديار بكر والإيزيدية في سنجار كانوا قد اتخذوا من أطراف أورفة مركزاً لنشاطاتهم ضد ولاة الموصل وبغداد وبمرور الوقت اتسعت دائرة نفوذهم ونشاطاتهم حتى أصابت نفوذ عشيرة طيء. فكتب رئيسها فارس الجربا إلى سليمان باشا والي بغداد يخبره بما تقوم به هذه العشائر من أعمال تخل بأمن ونفوذ بغداد في هذه المناطق وفعلا استجاب سليمان باشا إلى الطلب وأرسل حملة لتأديب العصاة. كذلك، يبدو أن دوافع بعض حملات ولاة بغداد على الأقل كانت اقتصادية، إذ أن مناطق اليزيدية كانت غنية بالموارد الزراعية والاقتصادية والتي كانت ولاية بغداد بأمس الحاجة إليها. كذلك، فإن حملة إينجه بيرقدار جاءت عقب سقوط الأسرة الجليلية، وكانت ولاية الموصل في تلك الفترة تعاني من الانفلات الأمني جراء استفحال النزعة العشائرية في أطراف المدينة وظهور الصراع بين الأسر الموصلية الكبيرة، كما هددها الزحف المصري باتجاه الأناضول، فأوكلت إلى إينجه بيرقدار مهمة توطيد الحكم العثماني في الموصل وإعادة كردستان الجنوبية لتكون قاعدة من قواعد الهجوم على القوات المصرية في الشام بالتعاون مع الجيش العثماني المتحشد في ديار بكر وكان هذا يتطلب السيطرة على كردستان باخضاع الإمارات الكردية التي كانت تهدد الجيش العثماني من الخلف، فأصدر السلطان محمود الثاني فرماناً في سنة 1833م يقضي بتولي قيادة الحملة إلى كردستان من أجل استعادة الإمارات الكردية التي انفصلت إلى والي سيواس رشيد محمد باشا، وقد جاء إخضاع اليزيديين بجملة إخضاع العشائر الكردية، ويضيف آخرون أن من أسباب الحملة كان عدم امتثال اليزيديين أمام التجنيد الإلزامي، كذلك فقد كان اليزيديون في منطقة سيرت بقيادة زعيمهم الشيخ ميرزا قد حاولوا مرات عديدة الاتصال بالجبهة أو القيادة العسكرية الروسية في القوقاز خلال الحرب الروسية العثمانية، ولما نجحوا أظهر الشيخ ميرزا رغبته والكرد الذين يقفون إلى جانبه بمساعدة القوات الروسية لفصل هذه المنطقة عن الدولة العثمانية، فأظهر هذا الموقف الذي اتخذه الشيخ ميرزا للسلطات العثمانية نوايا اليزيدية المبطنة، فحملوا عليهم حملة عنيفة لمعاقبتهم على التحالف مع أعداء الدولة، بعد إبرام الصلح مع الروس.
ويذكر الدكتور عباس العزاوي أنه لما عين مدحت باشا واليا على بغداد، قتل اليزيديون قصابان وسلبا أموالهما بعد أن أغرياهما بالذهاب معهم إلى الجبل لشراء بعض الأغنام بثمن بخس، وكان اليزيديون في سنجار قد أعلنوا العصيان طيلة خمس أو ست سنوات قبل هذه الحادثة. وصادف هذه الحادثة وصول مدحت باشا إلى الموصل فلما علم بما حدث طلب من اليزيدية بيان أسماء القاتلين وأمر بإلقاء القبض عليهم، ولما لم يجيبه اليزيديون، أرسل عليهم حملة كبيرة، فهابوا الموقف وقاموا بتسليم الجناة، فرحل عنهم الجيش العثماني. هذا وقد رفع اليزيديون طلبا إلى الباب العالي يلتمسون فيه إعفائهم من الخدمة العسكرية وأن يكتفوا بدفع الجزية مثل أهل الكتاب من اليهود والمسيحيين.

### الفرمان 73
| هناك 72 حملة إبادة جماعية على المكون الإيزيدي و الآن تتكرر في القرن الواحد والعشرين حيث يباد دين كامل على وجه الأرض. |
| —فيان دخيل في كلمتها الشهيرة في البرلمان العراقي. (للخطاب الكامل أضغط هنا)                                           |

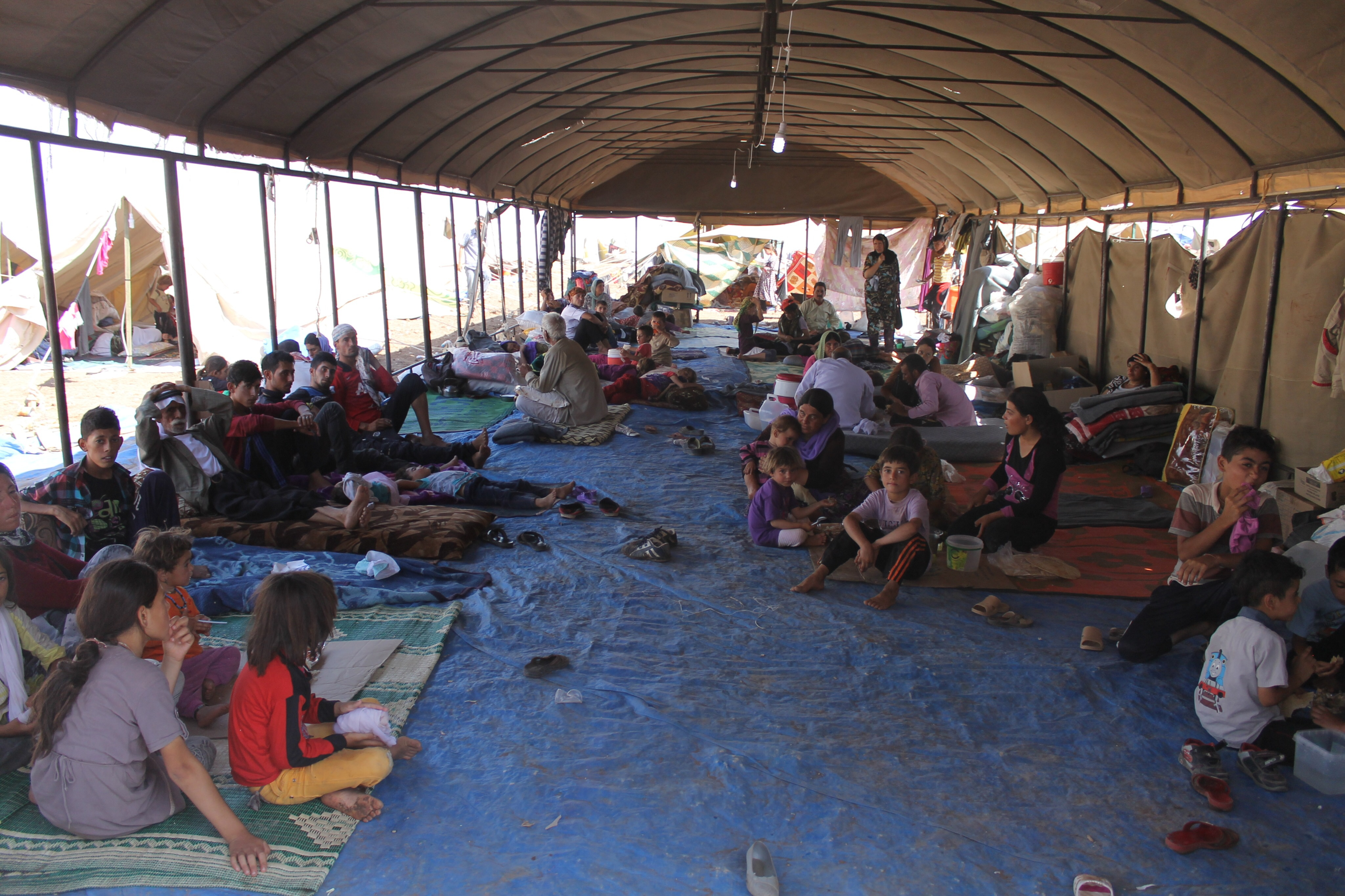
لاجئون إيزيديون في جبل سنجار، أغسطس 2014

مع الانفلات الأمني الذي ساد العراق بعد إسقاط نظام صدام حسين وتغلغل الجماعات الإرهابية وقيامها بحملات دموية استهدفت مختلف الجماعات والطوائف، دفع اليزيديون فاتورة ثقيلة جراء الاستهداف المتواصل لهم من قبل هذه الجماعات. حيث تعرض اليزيديون في 14 آب 2007 إلى واحد من أكبر أكبر الهجومات الإرهابية في العالم من حيث عدد القتلى. حيث قتل 800 شخص عندما اقتحمت شاحنات مملوءة بالمتفجرات مجمع القحطانية السكني ليوقع هذا العدد المهول من القتلى بما صار يعرف بتفجيرات القحطانية.
أثر سقوط الموصل في حزيران 2014 بيد مقاتلي تنظيم داعش، تعرضت المدن اليزيدية وعلى رأسها سنجار لهجوم من قبل عناصر التنظيم الذين سرعان ما سيطروا عليه بعد انسحاب قوات البيشمركه. قتل المسلحون عدد كبير من الأشخاص وأسروا آخرين، بعد فرار الآلاف إلى جبل سنجار الحصين للنجاة من أيدي التنظيم. واعتبرت الأمم المتحدة أن أفعال التنظيم يمكن تصنيفها جرائم حرب وجرائم ضد الإنسانية، وأن اليزيديون تعرضوا لمحاولة إبادة. تسببت الحملة بمقتل 3 آلالاف إيزيدي واختطاف 5 آلاف آخرون وتشريد 400 ألف في دهوك وأربيل وزاخو، فضلا عن تعرض 1500 امرأة للاغتصاب الجماعي، وبيع منهم 1000 بالسوق كسبايا. بينما نشر تنظيم داعش فيديو يقولون فيه أن المئات من اليزيدية دخلوا الإسلام ويظهر مجموعة منهم تردد الشهادة وتصلي وهم محاطون برجال التنظيم. عقب هذه الأحداث قام اليزيديون في منطقة سنجار بتأسيس كتائب طاووس الملك وأعلنوا في 28 آب عن انضمام 700 إيزيدي وإيزيدية لهذه الكتائب المسلحة التي تتخذ من جبل سنجار معقلا لها وهدفها تحرير المناطق اليزيدية من سيطرة مسلحي تنظيم داعش.

### التمثيل السياسي
أقر مجلس النواب العراقي في آب 2012 بتأسيس ديوان «أوقاف الديانات المسيحية واليزيدية والصابئة المندائية». ويمتلك اليزيديون مقعداً في مجلس النواب العراقي ومقعداً في مجلس محافظة نينوى ومجلس قضاء الموصل. ويمتلك اليزيديون أيضاً نائباً في البرلمان الأوروبي.

### الكتب
- زهير كاظم عبود (2006). التنقيب في التاريخ الايزيدي القديم. بحزاني نت للثقافة والنشر.
- عمار قربي (2007). الديانة الايزيدية.
- محمد عبدو علي (2007). الديانة الايزيدية والايزيديون في شمال غرب سوريا. التدقيق اللغوي إبراهيم خليل عيسى. عفرين.{{استشهاد بكتاب}}:  صيانة الاستشهاد: مكان بدون ناشر (link)
- امين جيجو (2010). القومية الايزيدية جذورها-مقوماتها-معاناتها. بغداد.{{استشهاد بكتاب}}:  صيانة الاستشهاد: مكان بدون ناشر (link)
- زهير كاظم عبود. الايزيدية حقائق وخفايا واساطير.
- زهير كاظم عبود. طاؤوس ملك رئيس الملائكة لدى الايزيدية. بحزاني نت للثقافة والنشر.
- زهير كاظم عبود (2005). عدي بن مسافر مجدد الديانة الايزيدية. بحزاني نت للثقافة والنشر.

## وصلات خارجية
- موقع الموسوعة البريطانية
- موقع الموسوعة الإيرانية
- موقع ناشونال جيوغرافيك
- موقع بحزاني
- موقع دوغاتا
- موقع الحقيقة الإيزيدية
- موقع مركز لالش الثقافي والاجتماعي
- موقع جمعية كانيا سبي الثقافية والاجتماعية